# Baryceros rugosus
Baryceros rugosus är en stekelart som först beskrevs av Szepligeti 1916.  Baryceros rugosus ingår i släktet Baryceros och familjen brokparasitsteklar. Inga underarter finns listade.